# Макнилл, Джон
Джон Роберт Макнилл (англ. J. (John) R. McNeill; род. 6 октября 1954, Чикаго, Иллинойс) — американский историк, специалист в области экологической истории. Университетский профессор Джорджтаунского университета, где трудится с 1985 года. Член Американской академии искусств и наук, а также Европейской академии. Президент Американской исторической ассоциации (2019). Лауреат премий Хейнекена и Тойнби (2010). Автор удостоенных наград работ по глобальной и экологической истории.
Сын первопроходца в области глобальной истории У. Макнилла (1917—2016). Вместе с ним Джон Макнилл составляют единственный случай, когда пост президента Американской исторической ассоциации после родителя занимал его непосредственный потомок. Однако первоначально Джон хотел стать профессиональным спортсменом, а в колледж отправился, рассчитывая стать математиком — в 1971 году он поступил в Суортмор-колледж, где переключится-таки на историю. Первоначально его в особенности привлекла африканистика. Позже влияние на него окажут, среди прочих, британовед John W. Cell и европеист Charles S. Maier — в особенности первый из них. Помимо этого, его потрясет по воле случая попавшая ему в руки книга историка Альфреда Кросби The Columbian Exchange. В 1983 году получил должность преподавателя Гаучер-колледжа. В то же время завязал знакомство с историком Philip D. Curtin. В 1985 году Макнилл перешел в Джорджтаунский университет. В том же году женился; четверо детей.
Выступает на страницах Washington Post. Отмечен WHA’s Pioneer in World History (2009). Председатель жюри 2022 Cundill Prize.
Автор более 150 работ, шести книг и редактор 16-ти томов.
Первая книга — The Atlantic Empires of France and Spain: Louisbourg and Havana, 1700—1763 (1985). Также автор The Mountains of the Mediterranean (1992).
Его книга Something New under the Sun: An Environmental History of the Twentieth-Century World (New York: W. W. Norton, 2000) переведена на девять языков, удостоилась World History Association Book Prize. Затем, в соавторстве с отцом, появилась The Human Web: A Bird’s-Eye View of World History (2003), переведенная на семь языков. Позже последовала Mosquito Empires: Ecology and War in the Greater Caribbean, 1620—1914 (2010), отмеченная Beveridge Award и PROSE Award.